# Eurovision Song Contest 1984

Deltagande länder.
Länder som tävlat förut men inte deltog 1984.

Eurovision Song Contest 1984 sändes den 5 maj 1984 från RTL Théâtre Municipal i Luxemburg. Vinnare blev Sveriges bidrag "Diggi loo diggi ley" framfört av bröderna Herrey.

## Förlopp
ESC 1984 arrangerades av Luxemburg i och med att Corinne Hermès året innan hade vunnit för Luxemburg med "Si la vie est cadeau". Festivalen genomfördes inte helt utan problem - själva teatern där festivalen sändes hade endast 950 sittplatser och pressen fick ingen tillgång till lokalerna utan fick instruktioner att följa festivalen från sina hotell. Vidare hade även hotellen varit ett problem - man hade problem att ordna rum för samtliga deltagande.
Programledare var Désirée Nosbusch som endast var nitton år gammal vilket är den yngste programledare Eurovision Song Contest någonsin har haft. Svensk kommentator var Fredrik Belfrage. Mellan varje bidrag visades en filmsnutt med ett par turister som på ett skämtsamt sätt ville visa det typiska för respektive deltagande land. I Sveriges fall visades bilder från Stockholm med en animerad film där en gul ubåt dök ner i en sardinburk.
Israel hoppade av eftersom ett av landets lokala minnesdagar firades samma dag som tävlingen hölls. Även Grekland backade ur tävlingen.
Storbritannien fick ett kyligt mottagande efter sitt uppträdande. Engelska fotbollshulliganer hade orsakat stora skador året innan och delar av publiken buade ut det brittiska bidraget vilket var för första gången i Eurovisionens historia. Själva bidraget klarade sig dock hyfsat bra och hamnade på sjunde plats.

## Bidragen
| Nr | Land           | Artist                    | Sång                               | Översättning | Språk         | Placering | Poäng |
| -- | -------------- | ------------------------- | ---------------------------------- | ------------ | ------------- | --------- | ----- |
| 1  | Sverige        | Herreys                   | Diggi loo diggi ley                | —            | svenska       | 1         | 145   |
| 2  | Luxemburg      | Sophie Carle              | 100% d'amour                       | —            | franska       | 10        | 39    |
| 3  | Frankrike      | Annick Thoumazeau         | Autant d'amoureux que d'étoiles    | —            | franska       | 8         | 61    |
| 4  | Spanien        | Bravo                     | Lady, Lady                         | —            | spanska       | 3         | 106   |
| 5  | Norge          | Dollie de Luxe            | Lenge leve livet                   | —            | norska        | 17        | 29    |
| 6  | Storbritannien | Belle & the Devotions     | Love Games                         | —            | engelska      | 7         | 63    |
| 7  | Cypern         | Andy Paul                 | Anna Mari-Elena                    | —            | grekiska      | 15        | 31    |
| 8  | Belgien        | Jacques Zégers            | Avanti la vie                      | —            | franska       | 5         | 70    |
| 9  | Irland         | Linda Martin              | Terminal 3                         | —            | engelska      | 2         | 137   |
| 10 | Danmark        | Hot Eyes                  | Det' lige det                      | —            | danska        | 4         | 101   |
| 11 | Nederländerna  | Maribelle                 | Ik hou van jou                     | —            | holländska    | 13        | 34    |
| 12 | Jugoslavien    | Vlado & Izolda            | Ciao amore                         | —            | serbokratiska | 18        | 26    |
| 13 | Österrike      | Anita                     | Einfach weg                        | —            | tyska         | 19        | 5     |
| 14 | Västtyskland   | Mary Roos                 | Aufrecht geh'n                     | —            | tyska         | 13        | 34    |
| 15 | Turkiet        | Beş Yil Önce On Yil Sonra | Halay                              | —            | turkiska      | 12        | 37    |
| 16 | Finland        | Kirka                     | Hengaillaan                        | —            | finska        | 9         | 46    |
| 17 | Schweiz        | Rainy Day                 | Welche Farbe hat der Sonnenschein? | —            | tyska         | 16        | 30    |
| 18 | Italien        | Alice & Franco Battiato   | I treni di Tozeur                  | —            | italienska    | 5         | 70    |
| 19 | Portugal       | Maria Guinot              | Silêncio e tanta gente             | —            | portugisiska  | 11        | 38    |

## Omröstningen
Den svenska segern var inte självklar. Irland tog ledningen efter första omgången (Sverige var emellertid först att rösta, och kunde därmed inte rösta på sig själva), Spanien tog över i andra och sedan tillbaka till Irland i tredje omröstningen. I fjärde omröstningen låg Irland, Danmark och Spanien jämsides med varandra och i omgången efter tog Danmark ledningen. Vid åttonde röstomgången hade Irland återtagit ledningen men tappade den till Danmark i omgången efter samtidigt som Sverige närmade sig och gick om i omgången efter. Sverige började sedan dra iväg med flera höga poäng men på slutet kom Irland mycket nära och inför sista omgången hade Sverige endast sex poängs ledning. Portugal som sista land gav Irland enbart två poäng och Herreys drog därmed det längsta strået och vann.
Med den svenska segern fick även Curt-Eric Holmquist en smakstart på Eurovisionen i och med att han debuterade i festivalen som dirigent detta år, något som han skulle återkomma som flera gånger under 1980- och 90-talen.
| Startordning | Startordning   | Röster | Röster | Röster | Röster | Röster | Röster | Röster | Röster | Röster | Röster | Röster | Röster | Röster | Röster | Röster | Röster | Röster | Röster | Röster | Röster |
| Startordning | Startordning   | Totalt | SE     | LU     | FR     | ES     | NO     | UK     | CY     | BE     | IE     | DK     | NL     | YU     | AT     | DE     | TR     | FI     | CH     | IT     | PT     |
| ------------ | -------------- | ------ | ------ | ------ | ------ | ------ | ------ | ------ | ------ | ------ | ------ | ------ | ------ | ------ | ------ | ------ | ------ | ------ | ------ | ------ | ------ |
| Bidrag       | Sverige        | 145    |        | 6      | 6      | 4      | 10     | 7      | 12     | 7      | 12     | 12     | 10     | 4      | 12     | 12     | 3      | 8      | 10     | 6      | 4      |
| Bidrag       | Luxemburg      | 39     | -      |        | -      | 7      | -      | -      | 7      | -      | 5      | 5      | -      | 8      | -      | -      | 4      | -      | -      | 3      | -      |
| Bidrag       | Frankrike      | 61     | 2      | -      |        | -      | 2      | 6      | 3      | 10     | -      | -      | 12     | -      | 8      | -      | -      | -      | 4      | 7      | 7      |
| Bidrag       | Spanien        | 106    | 10     | 8      | 10     |        | 6      | 4      | 6      | 3      | 7      | 7      | 2      | 2      | 6      | -      | 12     | -      | 3      | 8      | 12     |
| Bidrag       | Norge          | 29     | 8      | 7      | -      | -      |        | -      | -      | 1      | 3      | -      | -      | -      | -      | 2      | -      | 6      | 2      | -      | -      |
| Bidrag       | Storbritannien | 63     | 3      | 1      | -      | 3      | 8      |        | 2      | 2      | 8      | 1      | 4      | 1      | 2      | 7      | 1      | 4      | -      | 10     | 6      |
| Bidrag       | Cypern         | 31     | 4      | -      | 1      | -      | -      | -      |        | -      | 4      | 10     | -      | 12     | -      | -      | -      | -      | -      | -      | -      |
| Bidrag       | Belgien        | 70     | -      | 12     | 12     | 2      | 3      | -      | -      |        | -      | -      | 8      | -      | 3      | 4      | 5      | 10     | -      | 1      | 10     |
| Bidrag       | Irland         | 137    | 12     | 5      | 3      | 10     | 4      | 8      | 10     | 12     |        | 3      | 7      | -      | 10     | 10     | 10     | 7      | 12     | 12     | 2      |
| Bidrag       | Danmark        | 101    | 5      | 3      | 8      | 6      | 12     | 12     | 5      | 8      | 10     |        | 3      | 6      | 4      | 5      | 2      | 5      | 1      | 5      | 1      |
| Bidrag       | Nederländerna  | 34     | -      | 2      | 7      | 8      | -      | 1      | -      | -      | 6      | -      |        | 5      | -      | -      | -      | -      | 5      | -      | -      |
| Bidrag       | Jugoslavien    | 26     | -      | -      | 2      | -      | -      | 3      | 8      | -      | -      | -      | -      |        | -      | 3      | 8      | 2      | -      | -      | -      |
| Bidrag       | Österrike      | 5      | -      | -      | -      | -      | -      | -      | -      | -      | 1      | 4      | -      | -      |        | -      | -      | -      | -      | -      | -      |
| Bidrag       | Västtyskland   | 34     | -      | -      | 4      | -      | 7      | 2      | -      | 6      | -      | 2      | 5      | -      | 1      |        | -      | -      | -      | 2      | 5      |
| Bidrag       | Turkiet        | 37     | 6      | -      | -      | -      | -      | 5      | -      | 4      | 2      | -      | 1      | 10     | -      | -      |        | 3      | 6      | -      | -      |
| Bidrag       | Finland        | 46     | 7      | -      | 5      | 1      | 5      | -      | 4      | -      | -      | 6      | -      | 3      | 5      | 1      | 6      |        | -      | -      | 3      |
| Bidrag       | Schweiz        | 30     | 1      | -      | -      | -      | -      | 10     | 1      | 5      | -      | 8      | -      | -      | -      | -      | -      | 1      |        | 4      | -      |
| Bidrag       | Italien        | 70     | -      | 10     | -      | 12     | 1      | -      | -      | -      | -      | -      | -      | -      | 7      | 6      | 7      | 12     | 7      |        | 8      |
| Bidrag       | Portugal       | 38     | -      | 4      | -      | 5      | -      | -      | -      | -      | -      | -      | 6      | 7      | -      | 8      | -      | -      | 8      | -      |        |

### 12-poängare
| Antal | Tävlande land | Länder som gav 12 poäng                          |
| ----- | ------------- | ------------------------------------------------ |
| 5     | Sverige       | Cypern, Danmark, Irland, Västtyskland, Österrike |
| 4     | Irland        | Belgien, Italien, Schweiz, Sverige               |
| 2     | Belgien       | Frankrike, Luxemburg                             |
| 2     | Danmark       | Norge, Storbritannien                            |
| 2     | Italien       | Finland, Spanien                                 |
| 2     | Spanien       | Portugal, Turkiet                                |
| 1     | Cypern        | Jugoslavien                                      |
| 1     | Frankrike     | Nederländerna                                    |

## Återkommande artister
| Artist           | Land         | Tidigare år          |
| ---------------- | ------------ | -------------------- |
| Izolda Barudžija | Jugoslavien  | 1982 (medlem i Aska) |
| Mary Roos        | Västtyskland | 1972                 |

## Kommentatorer
- Sverige - Fredrik Belfrage
- Luxemburg - Valérie Sarn och Jacques Navadic
- Frankrike - Léon Zitrone
- Spanien - José Miguel Ullán
- Norge - Roald Øyen
- Storbritannien - Terry Wogan
- Cypern - Pavlos Pavlou
- Belgien - Jacques Mercier (RTBF), Luc Appermont (BRT)
- Irland - Gay Byrne
- Danmark - Jørgen de Mylius
- Nederländerna - Ivo Niehe
- Jugoslavien - Mladen Popović (RTB), Oliver Mlakar (RTZ), Tomaž Terček (RTL)
- Österrike - Ernst Grissemann
- Västtyskland - Ado Schlier
- Turkiet - Başak Doğru
- Finland - Heikki Seppälä
- Schweiz - Bernard Thurnheer (DRS), Serge Moisson (TSR), Giovanni Bertini (TSI)
- Italien - Antonio De Robertis
- Portugal - Fialho Gouveia